# Pilsley, North East Derbyshire
Pilsley är en ort och civil parish i Storbritannien.   Den ligger i distriktet North East Derbyshire i grevskapet Derbyshire i England, i den södra delen av landet, 200 km norr om huvudstaden London. Pilsley ligger 141 meter över havet och antalet invånare är 3 183.
Terrängen runt Pilsley är platt åt sydost, men åt nordväst är den kuperad. Runt Pilsley är det tätbefolkat, med 427 invånare per kvadratkilometer. Närmaste större samhälle är Chesterfield, 11,6 km norr om Pilsley. Trakten runt Pilsley består till största delen av jordbruksmark.